# Гришаев, Борис Андреевич
Борис Андреевич Гришаев (21 июня 1930, Сталинград, Нижне-Волжский край — 1999) — советский легкоатлет (марафон), чемпион и призёр чемпионатов СССР, серебряный призёр чемпионата Европы, Заслуженный мастер спорта СССР (1954), тренер. Участник летних Олимпийских игр 1956 года в Мельбурне.

## Биография
Увлёкся лёгкой атлетикой в 1948 году, когда проходил срочную службу в Сталинграде. В 1952 году занял третье место на чемпионате страны и выполнил норматив мастера спорта СССР. В 1954 году он стал чемпионом страны, серебряным призёром чемпионата Европы и ему было присвоено звание Заслуженного мастера спорта СССР.
В 1964 году окончил Волгоградский институт физической культуры. Работал тренером по лёгкой атлетике. Подготовил 10 мастеров спорта.

## Спортивные результаты
- Чемпионат СССР по лёгкой атлетике 1952 года — ;
- Чемпионат СССР по лёгкой атлетике 1953 года — ;
- Чемпионат СССР по лёгкой атлетике 1954 года — ;
- Чемпионат СССР по лёгкой атлетике 1959 года — ;

На летних Олимпийских играх 1956 года сошёл с дистанции.

## Память
В Волгограде проходит ежегодный марафон памяти Бориса Гришаева.